# Döttesfeld
Döttesfeld là một đô thị thuộc huyện Neuwied, bang Rheinland-Pfalz, phía tây nước Đức. Đô thị Döttesfeld có diện tích 5,85 km², dân số thời điểm ngày 31 tháng 12 năm 2006 là 657 người.